# Monasterio de Pirghebuli
El monasterio de Pirghebuli (en georgiano: პირღებულის მონასტერი) es un monasterio ortodoxo medieval ubicado en el valle del río Khrami, en la región de Kvemo Kartli, Georgia. Datado a finales del siglo XII o principios del siglo XIII, el monasterio consta de varias estructuras en distintos estados de conservación. La iglesia principal es una gran iglesia de salón con ricas esculturas de piedra decorativas externas. Está inscrito en la lista de monumentos culturales inmóviles de Georgia.

## Historia
Pirghebuli se encuentra ubicado en el margen izquierdo del Khrami en el distrito de Tetritsqaro, Kvemo Kartli, al sur de Georgia, unos 3 km al suroeste de Samshvilde, el sitio de una ciudad medieval en ruinas.
Las inscripciones en escritura medieval georgiana asomtavruli, talladas sobre piedra en la fachada este, mencionan a "la reina de reinas Rusudan" y al padre superior Demetre. Rusudan es identificada como Rusudan de Georgia (r. 1222-1245) o Rusudan, hija de Demetrius I de Georgia, tía de la reina Tamar de Georgia (r. 1184-1213). El príncipe Vakhushti, en su Descripción del reino de Georgia de 1745, también menciona Pirghebuli, "un gran y bellamente decorado edificio", supuestamente construido durante el reinado de Tamar. El monasterio es mencionado en algunos documentos históricos desde el siglo XVII hasta el siglo XVIII; de lo contrario, su historia registrada es desconocida. En el siglo XVIII, fungió como cementerio de la familia de nobles local, los Abashishvili, ligados a los Baratashvili. El edificio fue estudiado y reparado en la década del 2000.

## Diseño
La iglesia principal del monasterio, dedicada a la Madre de Dios, está construida con bloques locales de piedra basáltica. Es un diseño de iglesia de salón, su pared norte está apoyada contra la roca. La iglesia ha sido remodelada varias veces. Se puede acceder a dos capillas anexas al norte desde la bahía principal. A mediados del siglo XVII, Elise Saginashvili, obispo de Tiflis agregó una bóveda de entierro y un nártex al muro sur, según se relata en una inscripción georgiana sobre la puerta. El interior estuvo una vez enlucido con frescos, pero solo sobreviven fragmentos insignificantes de los murales. Las paredes exteriores están adornadas con ornamentos de piedra tallada. Un campanario de dos pisos ubicado cerca y una casa separada para el archimandrita también data de ese período. El complejo también incluye las ruinas de un refectorio, edificios agrícolas, una pequeña capilla y un muro fortificado, así como celdas excavadas en la roca.